# Диокл (математик)
Диокл (Διοκλῆς, ок. 240 до н. э. – ок. 180 до н. э.) — древнегреческий математик. О его жизни известно лишь то, что он был современником Аполлония Пергского.
Отрывки из работы Диокла «О зажигательных зеркалах» (Περὶ πυρέιων) сохранились в комментарии Евтокия к трактату Архимеда «О шаре и цилиндре». 
В одном из отрывков решается задача о делении шара плоскостью таким образом, чтобы получившиеся объёмы имели между собой данное отношение. В другом отрывке рассматривается предложенное Диоклом решение задачи об удвоении куба с помощью специальной геометрической кривой  — циссоиды. В ещё одном отрывке циссоида используется для решения более общей задачи о вставки двух средних пропорциональных между двумя данными величинами.
Сочинение Диокла оказало большое влияние на математиков исламского Востока, и, в частности, на Ибн ал-Хайсама.